# Dennis McGee
Dennis McGee (* 26. Januar 1893 in Bayou Maron/Louisiana; † 3. Oktober 1989 in Eunice) war als US-amerikanischer Fiddlespieler, Akkordeonist und Sänger ein früher Vertreter der Cajun-Musik.

## Leben und Wirken
McGee, der väterlicherseits irisch-amerikanische und mütterlicherseits französisch-seminolische Vorfahren hatte, wuchs nach dem frühen Tod seiner Mutter auf dem Lande auf. Ein Cousin schenkte ihm eine Fiddle, die er binnen eines halben Jahres mit Unterstützung seines Großvaters autodidaktisch zu spielen lernte. Er beherrschte bald das Repertoire der französischen parlor dances und trat bei Feiern im Südwesten von Louisiana auf.
In den 1920er Jahren lernte er den Fiddler Sady Courville kennen, dessen Schwester Gladys er 1925 heiratete. Courville wurde sein musikalischer Partner, mit dem er 1929 und 1930 die ersten Aufnahmen einspielte. Mehrere ihrer frühen Songs wurden zu Standards der Cajun-Musik. Da Cajun-Musiker von ihrer Musik nicht leben konnten, wandte sich Courville nach anfänglichen Erfolgen wieder seinem Möbelgeschäft zu, während McGee mit Nachbarn wie Ernest Fruge auftrat. Sein nächster wichtiger musikalischer Partner wurde – in Zeiten der strikten Segregation – der kreolische Akkordeonist Amédé Ardoin.
Später musste auch McGee die Musik aufgeben und arbeitete als Farmer und Barbier. Als in den 1970er Jahren neues Interesse an der Cajun-Kultur erwachte, wurde auch McGees umfangreiches Werk wiederentdeckt. Nachdem er und Ardoin ihre musikalische Laufbahn lange beendet hatten, erhielten sie nun die Möglichkeit zu Auftritten bei Festivals wie dem New Orleans Jazz & Heritage Festival und in der Sendung A Prairie Home Companion des National Public Radio. Die University of Southwestern Louisiana ernannte McGee kurz vor seinem Tod zum Ehrendekan für Cajun-Musik. Sein Sohn Gerry McGee wurde als Rockmusiker bekannt.